# Abou Sylla
Abou Sylla (* 18. Dezember 2006) ist ein ivorischer Fußballspieler.

## Karriere
Sylla begann seine Karriere bei der SO Armée. Im Februar 2025 wechselte er zum österreichischen Bundesligisten Wolfsberger AC. Sein Debüt in der Bundesliga gab er im März 2025, als er am 21. Spieltag der Saison 2024/25 gegen den FC Blau-Weiß Linz in der 72. Minute für Simon Piesinger eingewechselt wurde.

## Erfolge
- Österreichischer Cupsieger: 2025